# Unicodeblock Cherokee, Zusatz
Der Unicodeblock Cherokee, Zusatz (engl. Cherokee Supplement, U+AB70 bis U+ABBF) enthält zusätzliche Zeichen der Cherokee-Silbenschrift.

## Tabelle
Alle Zeichen haben die allgemeine Kategorie "Kleinbuchstabe" und die Bidirektionale Klasse "links nach rechts".
| Unicodenummer  | Zeichen (400 %) | Offizielle Bezeichnung    | Beschreibung                 |
| -------------- | --------------- | ------------------------- | ---------------------------- |
| U+AB70 (43888) | ꭰ               | CHEROKEE SMALL LETTER A   | Cherokee-Zeichen Kleines a   |
| U+AB71 (43889) | ꭱ               | CHEROKEE SMALL LETTER E   | Cherokee-Zeichen Kleines e   |
| U+AB72 (43890) | ꭲ               | CHEROKEE SMALL LETTER I   | Cherokee-Zeichen Kleines i   |
| U+AB73 (43891) | ꭳ               | CHEROKEE SMALL LETTER O   | Cherokee-Zeichen Kleines o   |
| U+AB74 (43892) | ꭴ               | CHEROKEE SMALL LETTER U   | Cherokee-Zeichen Kleines u   |
| U+AB75 (43893) | ꭵ               | CHEROKEE SMALL LETTER V   | Cherokee-Zeichen Kleines v   |
| U+AB76 (43894) | ꭶ               | CHEROKEE SMALL LETTER GA  | Cherokee-Zeichen Kleines ga  |
| U+AB77 (43895) | ꭷ               | CHEROKEE SMALL LETTER KA  | Cherokee-Zeichen Kleines ka  |
| U+AB78 (43896) | ꭸ               | CHEROKEE SMALL LETTER GE  | Cherokee-Zeichen Kleines ge  |
| U+AB79 (43897) | ꭹ               | CHEROKEE SMALL LETTER GI  | Cherokee-Zeichen Kleines gi  |
| U+AB7A (43898) | ꭺ               | CHEROKEE SMALL LETTER GO  | Cherokee-Zeichen Kleines go  |
| U+AB7B (43899) | ꭻ               | CHEROKEE SMALL LETTER GU  | Cherokee-Zeichen Kleines gu  |
| U+AB7C (43900) | ꭼ               | CHEROKEE SMALL LETTER GV  | Cherokee-Zeichen Kleines gv  |
| U+AB7D (43901) | ꭽ               | CHEROKEE SMALL LETTER HA  | Cherokee-Zeichen Kleines ha  |
| U+AB7E (43902) | ꭾ               | CHEROKEE SMALL LETTER HE  | Cherokee-Zeichen Kleines he  |
| U+AB7F (43903) | ꭿ               | CHEROKEE SMALL LETTER HI  | Cherokee-Zeichen Kleines hi  |
| U+AB80 (43904) | ꮀ               | CHEROKEE SMALL LETTER HO  | Cherokee-Zeichen Kleines ho  |
| U+AB81 (43905) | ꮁ               | CHEROKEE SMALL LETTER HU  | Cherokee-Zeichen Kleines hu  |
| U+AB82 (43906) | ꮂ               | CHEROKEE SMALL LETTER HV  | Cherokee-Zeichen Kleines hv  |
| U+AB83 (43907) | ꮃ               | CHEROKEE SMALL LETTER LA  | Cherokee-Zeichen Kleines la  |
| U+AB84 (43908) | ꮄ               | CHEROKEE SMALL LETTER LE  | Cherokee-Zeichen Kleines le  |
| U+AB85 (43909) | ꮅ               | CHEROKEE SMALL LETTER LI  | Cherokee-Zeichen Kleines li  |
| U+AB86 (43910) | ꮆ               | CHEROKEE SMALL LETTER LO  | Cherokee-Zeichen Kleines lo  |
| U+AB87 (43911) | ꮇ               | CHEROKEE SMALL LETTER LU  | Cherokee-Zeichen Kleines lu  |
| U+AB88 (43912) | ꮈ               | CHEROKEE SMALL LETTER LV  | Cherokee-Zeichen Kleines lv  |
| U+AB89 (43913) | ꮉ               | CHEROKEE SMALL LETTER MA  | Cherokee-Zeichen Kleines ma  |
| U+AB8A (43914) | ꮊ               | CHEROKEE SMALL LETTER ME  | Cherokee-Zeichen Kleines me  |
| U+AB8B (43915) | ꮋ               | CHEROKEE SMALL LETTER MI  | Cherokee-Zeichen Kleines mi  |
| U+AB8C (43916) | ꮌ               | CHEROKEE SMALL LETTER MO  | Cherokee-Zeichen Kleines mo  |
| U+AB8D (43917) | ꮍ               | CHEROKEE SMALL LETTER MU  | Cherokee-Zeichen Kleines mu  |
| U+AB8E (43918) | ꮎ               | CHEROKEE SMALL LETTER NA  | Cherokee-Zeichen Kleines na  |
| U+AB8F (43919) | ꮏ               | CHEROKEE SMALL LETTER HNA | Cherokee-Zeichen Kleines hna |
| U+AB90 (43920) | ꮐ               | CHEROKEE SMALL LETTER NAH | Cherokee-Zeichen Kleines nah |
| U+AB91 (43921) | ꮑ               | CHEROKEE SMALL LETTER NE  | Cherokee-Zeichen Kleines ne  |
| U+AB92 (43922) | ꮒ               | CHEROKEE SMALL LETTER NI  | Cherokee-Zeichen Kleines ni  |
| U+AB93 (43923) | ꮓ               | CHEROKEE SMALL LETTER NO  | Cherokee-Zeichen Kleines no  |
| U+AB94 (43924) | ꮔ               | CHEROKEE SMALL LETTER NU  | Cherokee-Zeichen Kleines nu  |
| U+AB95 (43925) | ꮕ               | CHEROKEE SMALL LETTER NV  | Cherokee-Zeichen Kleines nv  |
| U+AB96 (43926) | ꮖ               | CHEROKEE SMALL LETTER QUA | Cherokee-Zeichen Kleines qua |
| U+AB97 (43927) | ꮗ               | CHEROKEE SMALL LETTER QUE | Cherokee-Zeichen Kleines que |
| U+AB98 (43928) | ꮘ               | CHEROKEE SMALL LETTER QUI | Cherokee-Zeichen Kleines qui |
| U+AB99 (43929) | ꮙ               | CHEROKEE SMALL LETTER QUO | Cherokee-Zeichen Kleines quo |
| U+AB9A (43930) | ꮚ               | CHEROKEE SMALL LETTER QUU | Cherokee-Zeichen Kleines quu |
| U+AB9B (43931) | ꮛ               | CHEROKEE SMALL LETTER QUV | Cherokee-Zeichen Kleines quv |
| U+AB9C (43932) | ꮜ               | CHEROKEE SMALL LETTER SA  | Cherokee-Zeichen Kleines sa  |
| U+AB9D (43933) | ꮝ               | CHEROKEE SMALL LETTER S   | Cherokee-Zeichen Kleines s   |
| U+AB9E (43934) | ꮞ               | CHEROKEE SMALL LETTER SE  | Cherokee-Zeichen Kleines se  |
| U+AB9F (43935) | ꮟ               | CHEROKEE SMALL LETTER SI  | Cherokee-Zeichen Kleines si  |
| U+ABA0 (43936) | ꮠ               | CHEROKEE SMALL LETTER SO  | Cherokee-Zeichen Kleines so  |
| U+ABA1 (43937) | ꮡ               | CHEROKEE SMALL LETTER SU  | Cherokee-Zeichen Kleines su  |
| U+ABA2 (43938) | ꮢ               | CHEROKEE SMALL LETTER SV  | Cherokee-Zeichen Kleines sv  |
| U+ABA3 (43939) | ꮣ               | CHEROKEE SMALL LETTER DA  | Cherokee-Zeichen Kleines da  |
| U+ABA4 (43940) | ꮤ               | CHEROKEE SMALL LETTER TA  | Cherokee-Zeichen Kleines ta  |
| U+ABA5 (43941) | ꮥ               | CHEROKEE SMALL LETTER DE  | Cherokee-Zeichen Kleines de  |
| U+ABA6 (43942) | ꮦ               | CHEROKEE SMALL LETTER TE  | Cherokee-Zeichen Kleines te  |
| U+ABA7 (43943) | ꮧ               | CHEROKEE SMALL LETTER DI  | Cherokee-Zeichen Kleines di  |
| U+ABA8 (43944) | ꮨ               | CHEROKEE SMALL LETTER TI  | Cherokee-Zeichen Kleines ti  |
| U+ABA9 (43945) | ꮩ               | CHEROKEE SMALL LETTER DO  | Cherokee-Zeichen Kleines do  |
| U+ABAA (43946) | ꮪ               | CHEROKEE SMALL LETTER DU  | Cherokee-Zeichen Kleines du  |
| U+ABAB (43947) | ꮫ               | CHEROKEE SMALL LETTER DV  | Cherokee-Zeichen Kleines dv  |
| U+ABAC (43948) | ꮬ               | CHEROKEE SMALL LETTER DLA | Cherokee-Zeichen Kleines dla |
| U+ABAD (43949) | ꮭ               | CHEROKEE SMALL LETTER TLA | Cherokee-Zeichen Kleines tla |
| U+ABAE (43950) | ꮮ               | CHEROKEE SMALL LETTER TLE | Cherokee-Zeichen Kleines tle |
| U+ABAF (43951) | ꮯ               | CHEROKEE SMALL LETTER TLI | Cherokee-Zeichen Kleines tli |
| U+ABB0 (43952) | ꮰ               | CHEROKEE SMALL LETTER TLO | Cherokee-Zeichen Kleines tlo |
| U+ABB1 (43953) | ꮱ               | CHEROKEE SMALL LETTER TLU | Cherokee-Zeichen Kleines tlu |
| U+ABB2 (43954) | ꮲ               | CHEROKEE SMALL LETTER TLV | Cherokee-Zeichen Kleines tlv |
| U+ABB3 (43955) | ꮳ               | CHEROKEE SMALL LETTER TSA | Cherokee-Zeichen Kleines tsa |
| U+ABB4 (43956) | ꮴ               | CHEROKEE SMALL LETTER TSE | Cherokee-Zeichen Kleines tse |
| U+ABB5 (43957) | ꮵ               | CHEROKEE SMALL LETTER TSI | Cherokee-Zeichen Kleines tsi |
| U+ABB6 (43958) | ꮶ               | CHEROKEE SMALL LETTER TSO | Cherokee-Zeichen Kleines tso |
| U+ABB7 (43959) | ꮷ               | CHEROKEE SMALL LETTER TSU | Cherokee-Zeichen Kleines tsu |
| U+ABB8 (43960) | ꮸ               | CHEROKEE SMALL LETTER TSV | Cherokee-Zeichen Kleines tsv |
| U+ABB9 (43961) | ꮹ               | CHEROKEE SMALL LETTER WA  | Cherokee-Zeichen Kleines wa  |
| U+ABBA (43962) | ꮺ               | CHEROKEE SMALL LETTER WE  | Cherokee-Zeichen Kleines we  |
| U+ABBB (43963) | ꮻ               | CHEROKEE SMALL LETTER WI  | Cherokee-Zeichen Kleines wi  |
| U+ABBC (43964) | ꮼ               | CHEROKEE SMALL LETTER WO  | Cherokee-Zeichen Kleines wo  |
| U+ABBD (43965) | ꮽ               | CHEROKEE SMALL LETTER WU  | Cherokee-Zeichen Kleines wu  |
| U+ABBE (43966) | ꮾ               | CHEROKEE SMALL LETTER WV  | Cherokee-Zeichen Kleines wv  |
| U+ABBF (43967) | ꮿ               | CHEROKEE SMALL LETTER YA  | Cherokee-Zeichen Kleines ya  |